# Таганрозька правда (газета)
«Таганрозька правда» (рос. Таганрогская правда) — міська суспільно-політична щоденна газета, заснована в лютому 1918 року.

## Газета
В даний час є найбільш впливовим друкованим ЗМІ Таганрога, видавець — "Редакція газети «Таганрозька правда».
Тематика газети — висвітлення подій в місті Таганрозі, аналітика та коментарі, освітлення подій культурного і спортивного життя.
Газета випускається в друкованому вигляді. Тираж: 1990 рік — 65 тис. екз.; 2011 рік — 4500 екз.
Обсяг газети «Таганрозька правда» від 4-х до 20 смуг; періодичність виходу — чотири рази на тиждень.
Формат — А2 (вівторок, четвер, субота) і А3 (п'ятниця).
Засновники газети «Таганрозька правда» — адміністрація міста Таганрога, Міська Дума, Департамент у справах друку, ТРВ і СМК адміністрації Ростовської області, журналісти.
Головний редактор газети «Таганрозька правда» — В. Р. Байчук (з січня 2014 року).
За даними компанії «Медіалогія», що підготувала рейтинг медіа-ресурсів Ростовської області за I квартал 2012 року, «Таганрозька правда» посіла по Ростовській області 19 місце. Рейтинг складений фахівцями компанії «Медіалогія» на основі досліджень індексу цитованості видань регіону, медіа показника, який враховує кількість посилань на джерело інформації в інших ЗМІ і впливовість джерела, опублікував посилання.

## Найменування газети
- з 1871 по 1881 — «Азовський вісник»
- з 1881 по 1882 — «Азовські чутки»
- з 1882 по 1918 — «Таганрозький вісник»
- з 1918 по 1918 — «Вісник Української народної республіки»[3][4][5]
- з 1918 по 1920 — «Таганрозький пролетарій»
- з 1920 по 1929 — «Червоний прапор»
- з 1929 по 1930 — «Донська правда»[6]
- з 1930 по 1941 — «Таганрозька правда»
- з 1941 по 1943 — «Нове слово» (1941—1943, під контролем окупаційних властей)
- з 1943  — «Таганрозька правда»

## Історія газети

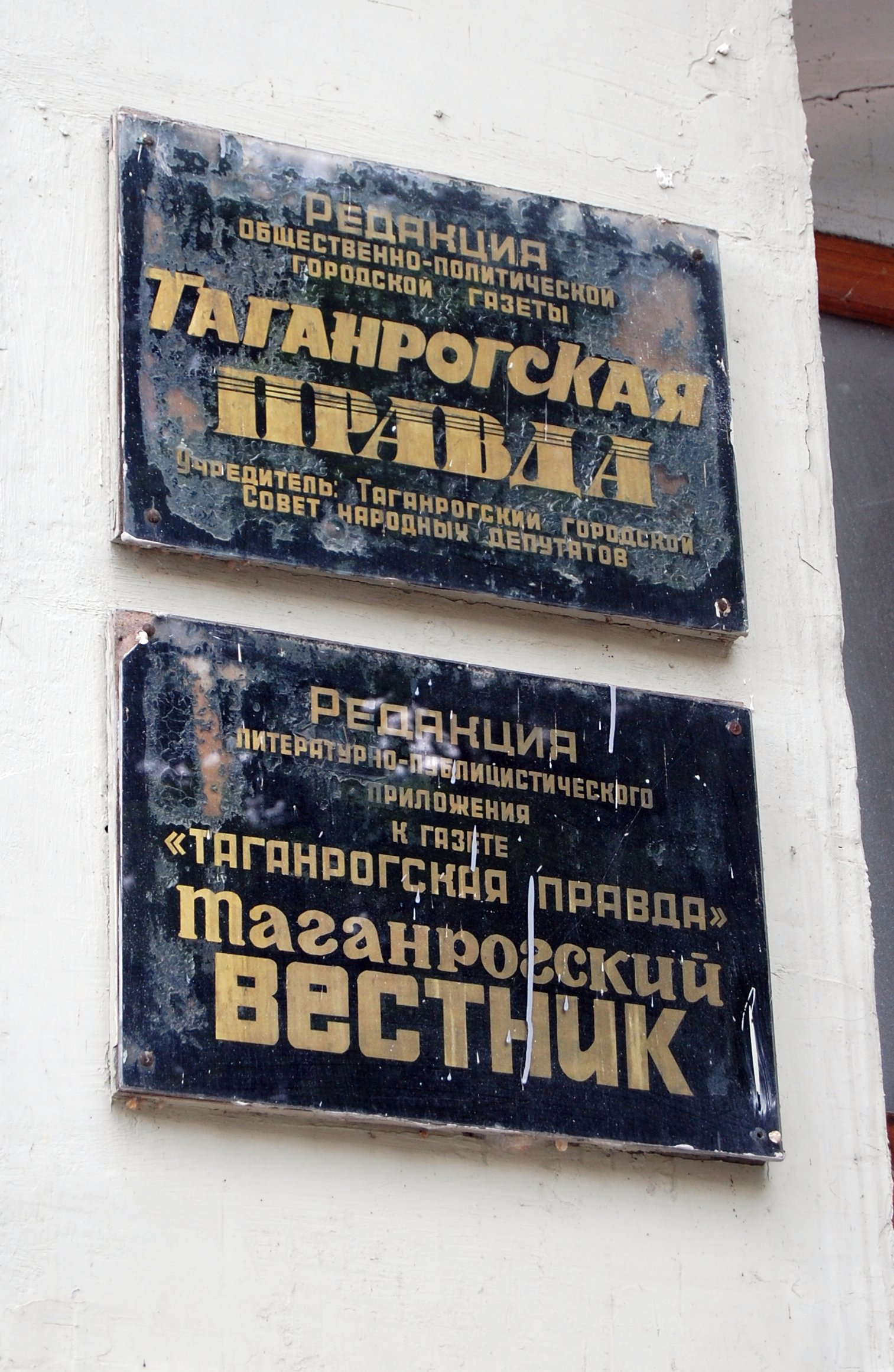
Таблички біля парадного входу редакції, 2012 р.

Свою історію «Таганрозька правда» веде від приватної політичної та літературної газети «Азовський вісник», перший номер якої вийшов в січні 1871 року. Після закриття «Азовського вісника» внаслідок проблем з цензурою в Таганрозі з'явилася газета «Азовські чутки» (1881), яка у 1882 році змінила видавця і назву на «Таганрозький вісник». Аж до Жовтневої революції «Таганрозький вісник» вважався найбільш впливовою газетою в Таганрозі. У січні 1918 року, коли в Таганрозі була встановлена радянська влада, старий «Таганрозький вісник» перетворився в молодого «Таганрозького пролетаря». В останній декаді березня 1918 року до Таганрога переїхали урядові структури радянської Української Народної Республіки. В той час газета мала назву «Вісник Української Народної Республіки». З відходом з Таганрога уряду України того ж року газета змінила назву на «Вісник Таганрозької Ради робочих депутатів», від якого через «Червоний прапор» (1920), «Донську правду» (1929), «Нове слово» (1941—1943, під контролем окупаційної влади) і веде своє літочислення нинішня «Таганрозька правда».
Перший номер газети під назвою «Таганрозька правда» вийшов 17 серпня 1930 року.
У жовтні 1931 року газету очолив журналіст Олександр Моррісон, якого партія направила в Таганрог «піднімати» «Таганрозьку правду».

## Новітня історія газети
У 2005 році на газету була подана скарга, підписана Благочинним Церков Таганрозького округу Олександром Клюнковым, за публікацію анекдоту про Буратіно: «Сидить Буратіно і думає: начебто і зачаття у мене непорочне, і батько тесля…».
У 2008 році за вказівкою мера Таганрога Миколи Федянина був вилучений весь тираж газети «Таганрозька правда», понад 7 тис. екз., через публікації статті «Ростов нам друг, але Таганрог дорожче». У публікації, яка не дійшла до читачів, йшлося про те, що Таганрог має нітрохи не менше право на присвоєння звання Міста військової слави, ніж Ростов-на-Дону.
У травні 2012 року, після перемоги на виборах у мери Таганрога Володимира Прасолова, головним редактором «Таганрозької правди» була призначена І. Н. Первутинська, що викликало подив у журналістської громадськості міста, оскільки Первутинская не мала на момент призначення ані журналістської освіти, ані професійного досвіду.
У червні 2012 року, після багаторічної перерви, було відновлено життєдіяльність офіційного сайту «Таганрозької правди».
У 2013 році «Таганрозька правда» своїми публікаціями підтримала ініціативу міської влади про демонтаж і перенесення пам'ятника таганрозьким підпільникам «Клятва юності», ініціатива викликала бурхливе обурення городян і обговорювалася як у федеральних ЗМІ, так і в Державній Думі.
З липня 2014 року газета переходить на новий графік, два рази в тиждень, по середах і п'ятницях. Дане рішення обумовлене економічним становищем видання.
У січні 2016 року аудиторська перевірка фінансової діяльності газети встановила, що надходження від основного виду діяльності в 2014 році знизилися на 1,686 мільйона рублів порівняно з 2013 роком. На 735 тисяч рублів зменшилася рекламна виручка, на 594 тисяч рублів знизилася підписка. Розмір субсидії газеті з місцевого бюджету і обсяг муніципального замовлення за цей же період збільшився і в даний час складає 2 мільйони рублів у рік.

## Тираж газети
| Рік       | 1931  | 1940  | 1970  | 1992  | 1997  | 2002  | 2006 | 2007 | 2008 | 2009 | 2010 | 2011 | 2012 | 2013 | 2015 | 2018 |
| Тенденція | ▲     | ▲     | ▲     | ▼     | ▼     | ▲     | ▼    | ▼    | ▼    | ▼    | ▼    | ▼    | ▼    | ▼    | ▲    | ▼    |
| Прим.     | 16000 | 18000 | 50000 | 68126 | 17785 | 18600 | 9500 | 8200 |      |      |      | 4507 | 4318 | 4007 | 4016 | 4003 |

## Відомі співробітники і автори
- Бондаренко Іван Іванович (1910—1999) — російський письменник, чехознавець, педагог.
- Моррісон Олександр Платонович (1902—1937) — головний редактор, журналіст, громадський діяч.
- Назаренко Анатолій Георгійович (1929—1943) — член таганрозької підпільної антифашистської організації.
- Протопопов Владислав Васильович (1961—2015) — російський художник, педагог.
- Сухорученко Геннадій Анатолійович (1934—2000) — російський радянський поет.